# Chiesa di San Giorgio Martire (Tires)
La chiesa di San Giorgio Martire è la parrocchiale di Tires, in provincia di Bolzano e diocesi di Bolzano-Bressanone; fa parte del decanato di Chiusa-Castelrotto

## Storia

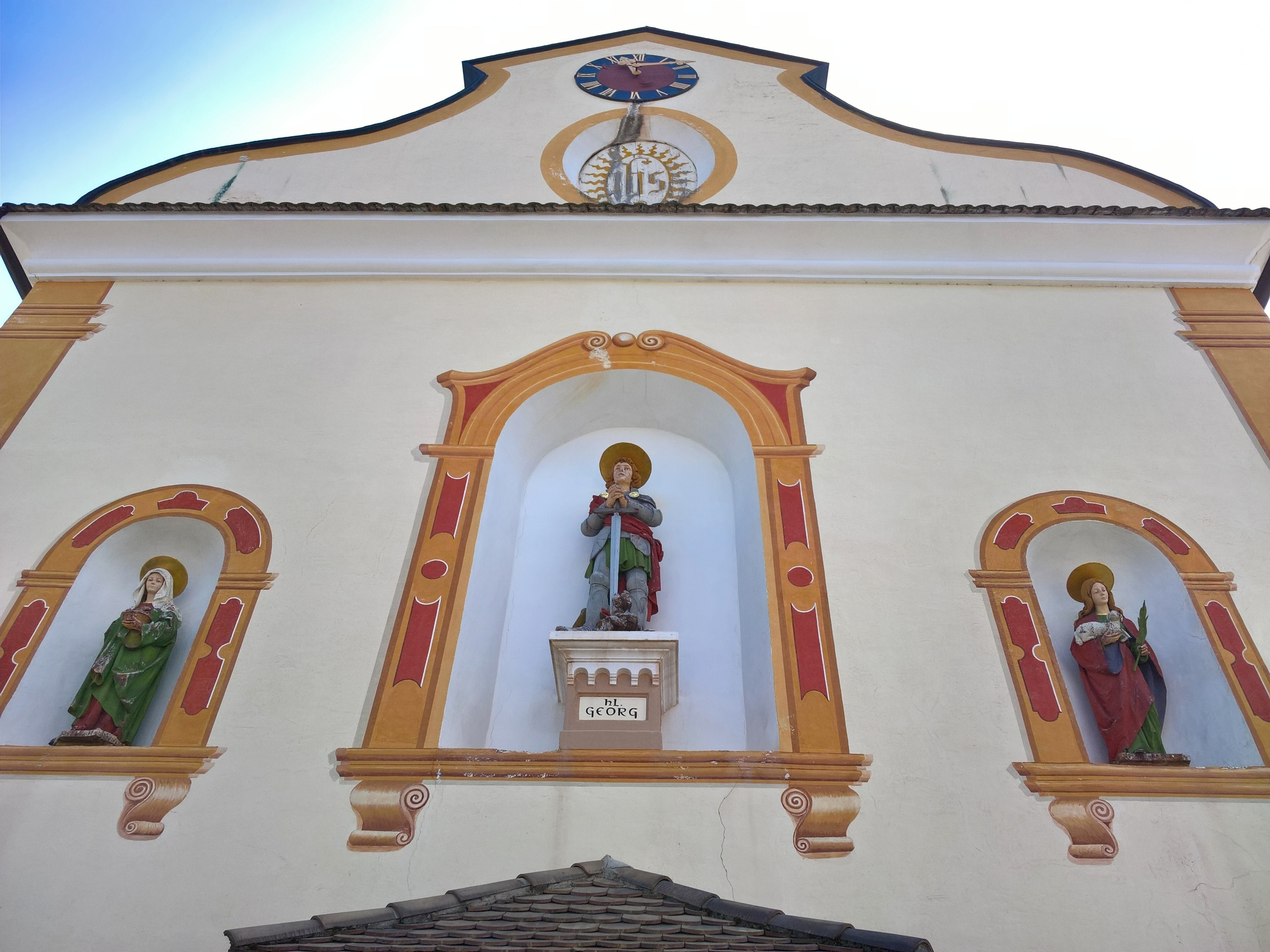
Particolare della facciata

La parte più antica della struttura è la base del campanile, che risale al 1332; la parte superiore dello stesso fu eretta, invece, tra il 1738 e il 1739. 

 L'attuale parrocchiale venne costruita nel Settecento, mantenendo però il coro quattrocentesco della precedente, che risaliva al XIV secolo.
L'interno dell'edificio fu poi rifatto nel XIX secolo.

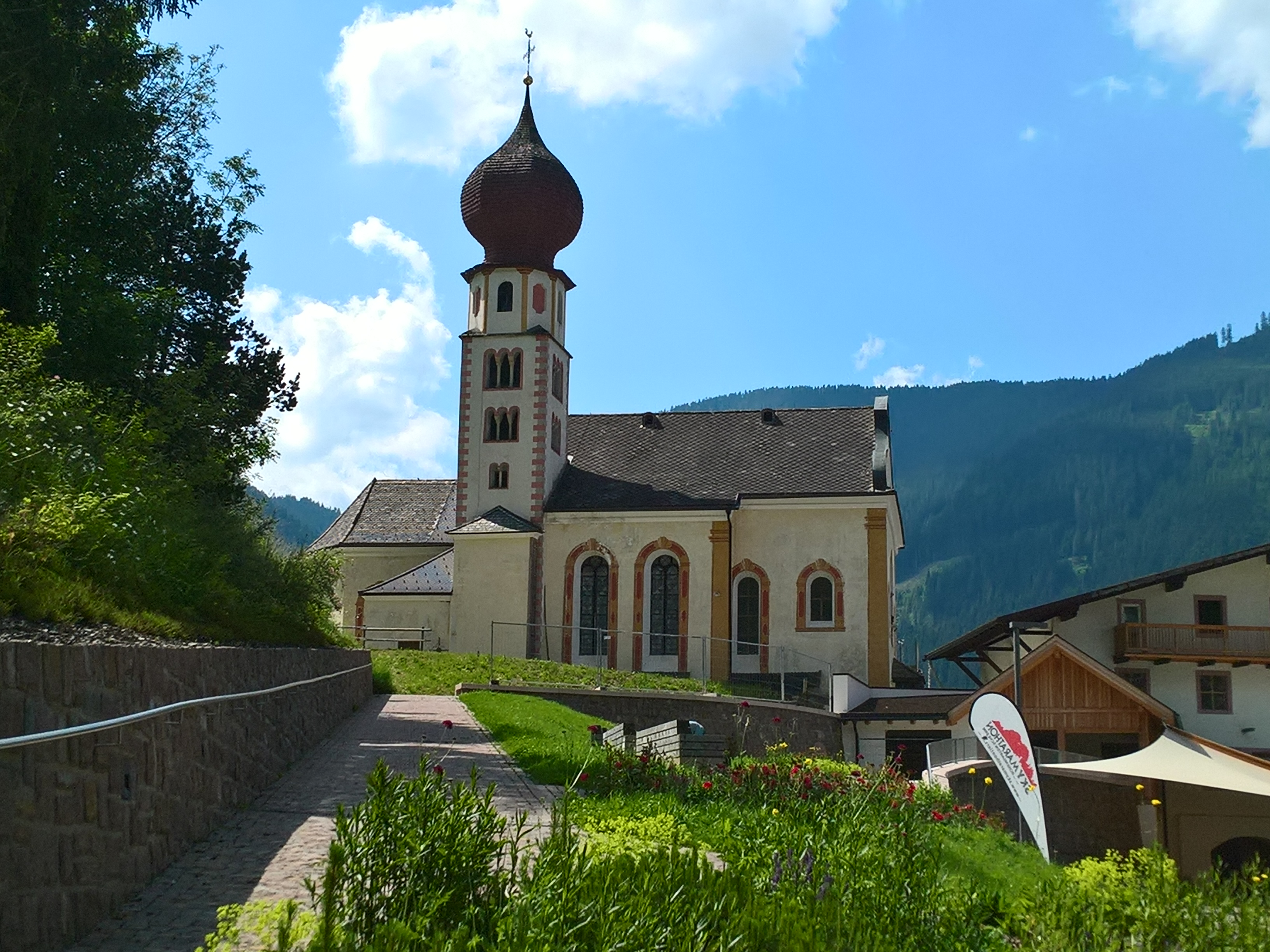
La chiesa ed il campanile visti da un'altra prospettiva

## Descrizione

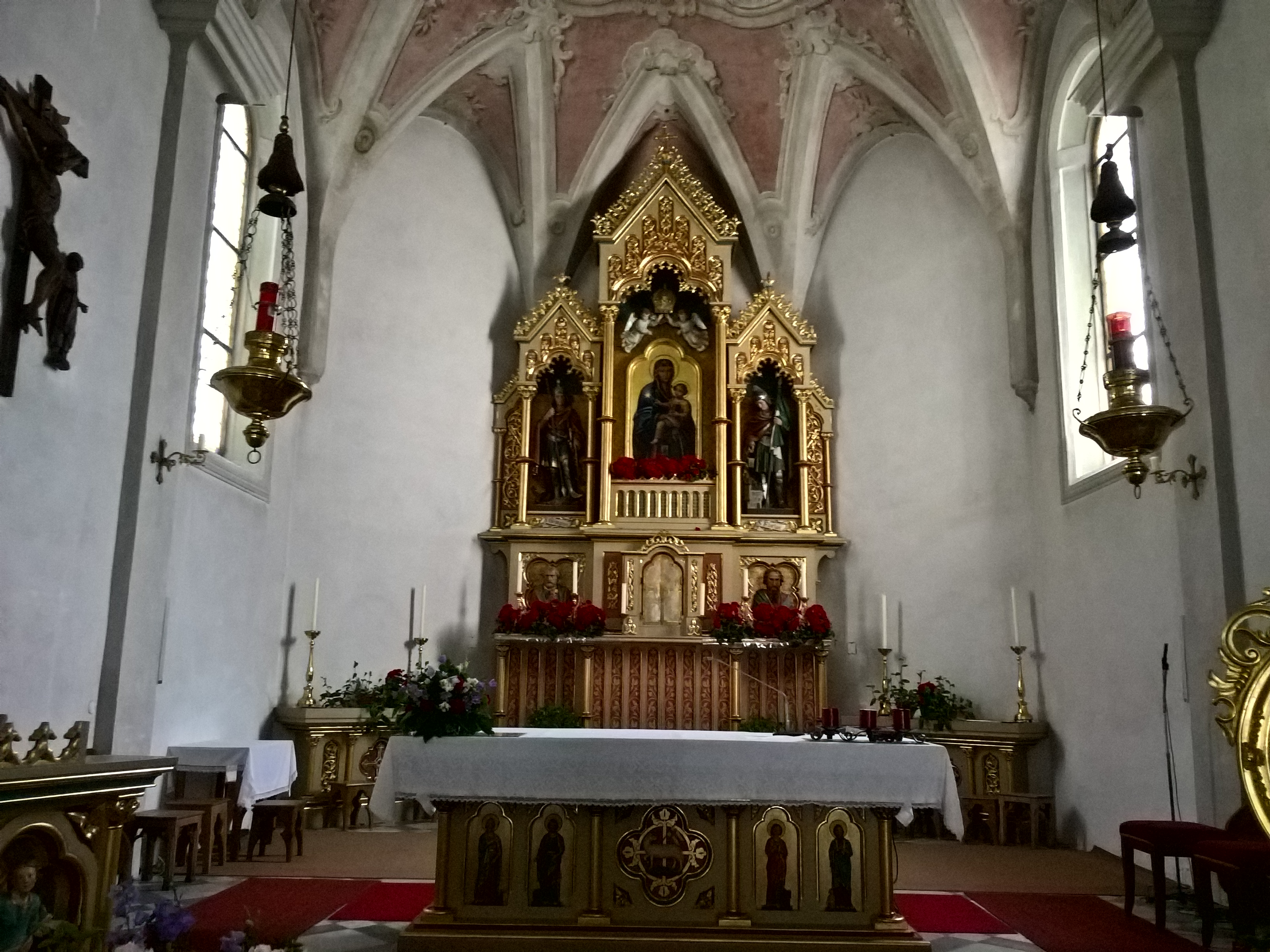
L'interno con gli altari

Esternamente la chiesa si presenta in stile barocco, mentre l'interno - frutto del rifacimento condotto nel XIX secolo - in stile neoromanico, tranne il coro, che è in stile tardogotico.
Opere di pregio qui conservate sono gli affreschi dipinto nel 1772 da Karl Hernrici, uno dei quali ritrae San Giorgio Martire, la Crocifissione lignea e un altare ligneo intagliato.
Nel campanile, caratteristico per la sua grande cupola a cipolla, è alloggiato, su 3 diversi piani un concerto di 6 campane in Mib3 (Mib3, Solb3, Lab3, Sib3, Si3, Do#4) elettrificate a slancio tirolese. Il campanone si trova nella cella inferiore, 2^ e 3^ nella cella di mezzo e le 3 minori nella cella superiore. La campana maggiore è opera del fonditore trentini Luigi Colbachini anno 1922, le 5 minori invece del fonditore padovano Daciano Colbachini anno 1921. È presente anche la campana dell'agonia di nota Fa4 e realizzata da Joseph Grassmayr di Innsbruck. L'anno è ignoto.